# Gonomyia (Gonomyia) gnophosoma
Gonomyia (Gonomyia) gnophosoma is een tweevleugelige uit de familie steltmuggen (Limoniidae). De soort komt voor in het Afrotropisch gebied.